# Marino Polini
Marino Polini (Dalmine, 9 marzo 1959) è un ex ciclista su strada italiano, professionista dal 1982 al 1986. Ottenne due vittorie fra i professionisti e da dilettante si aggiudicò il Grand Prix Tell.

## Palmarès
- 1980 (dilettanti)

Circuito Isolano-Coppa Egidio Re
Classifica generale Grand Prix Tell
- 1981 (G.S. Novartiplast)

2ª tappa Giro Ciclistico d'Italia (Marsciano > Norcia)
- 1984 (Murella-Rossin, una vittoria)

6ª tappa Postgirot Open
- 1985 (Murella-Rossin, una vittoria)

5ª tappa, 1ª semitappa Giro di Norvegia (Larvik > Tønsberg)

## Piazzamenti

### Grandi Giri
- Giro d'Italia

1982: ritirato
1983: 64º
1984: 82º
1985: ritirato
1986: 86º
- Tour de France

1986: ritirato (17ª tappa)

### Classiche monumento
- Giro di Lombardia

1982: 24º
1984: 53º